# Victor Pálsson
Pour les articles homonymes, voir Pálsson.
Guðlaugur Victor Pálsson, né le 30 avril 1991 à Reykjavik en Islande, est un footballeur international islandais jouant au poste de milieu de terrain au Plymouth Argyle.

## Biographie

### Enfance et débuts
Né à Reykjavik d'un père portugais et d'une mère islandaise, Victor commence le football au sein de l'un des très nombreux club de sa ville natale, Fjölnir.
En 2004, il rejoint rapidement un club un peu plus huppé, Fylkir, avant de faire le grand saut vers l'Europe continentale en 2007. C'est le club danois de l'AGF Århus qui l'accueille.
Il ne s'y éternise cependant pas, puisque le grand Liverpool FC l'attire dans ses filets alors qu'il n'a que 18 ans.
Le jeune islandais fait son trou au sein de la réserve des Reds, portant le brassard de capitaine, mais ne parviendra jamais à jouer pour l'équipe première. Ainsi, le club de la Mersey le prête en novembre 2010 à un club de 3e division, Dagenham & Redbridge.
Il fera deux apparitions en championnat, et une en FA Cup, avant de revenir à Liverpool, qui le libère.

### En club
Il reste néanmoins sur le territoire britannique, puisqu'il signe en janvier 2011 dans le club écossais d'Hibernian. Il joue 16 matchs (et marque 1 but) au cours de cette saison 2010/2011.
Après 15 matchs la saison suivante, il surprend tout le monde en s'engageant avec les Red Bulls de New York en février 2012.
Victor découvre ainsi la MLS, aux côtés notamment de Thierry Henry, Rafael Márquez, Tim Cahill et Teemu Tainio. Il prend part à 16 matchs lors du championnat 2012.
Mais une fois de plus, il ne peut rester longtemps dans le même club. De fait, 6 mois après son arrivée, le club américain le prête aux Pays-Bas, dans le club du NEC Nimègue. Il y est définitivement transféré un an plus tard.
Victor passe enfin plus d'une saison au sein du même club. Mais cette stabilité est rompue lorsque le club néerlandais est relégué à l'issue de la saison 2013-2014.
Ne souhaitant pas évoluer en seconde division, il s'engage avec le club suédois d'Helsingborgs IF à l'été 2014, où il retrouve son compatriote Arnor Smarason. Sous les ordres d'Henrik Larsson, il dispute 12 matchs d'Allsvenskan

### En sélection
Il est sélectionné dans toutes les équipes de jeunes islandaises. Il fait ainsi ses classes aux côtés de la jeune génération prometteuse constituée de Gylfi Sigurdsson, Kolbeinn Sigthorsson, Alfred Finnbogason, Johann Berg Gudmundsson ou encore Birkir Bjarnason. Ils obtiennent une qualification historique pour l'Euro espoirs 2011. 
Victor mettra cependant beaucoup plus longtemps que ses camarades à percer en équipe A. Il est appelé en octobre 2013 pour des matchs éliminatoires de la Coupe du monde 2014, mais n'entre pas en jeu.
Peu de temps après, il prend place sur le banc pour les matchs de barrage face à la Croatie.
Il connaît finalement sa première sélection en juin 2014, lors d'une rencontre amicale face à l'Estonie.
En janvier 2015, il est rappelé par le duo Lars Lagerback/Heimir Hallgrímsson à la tête de l'Islande pour des matchs face au Canada.

## Statistiques
| Saison    | Club                 | Pays                    | Championnat        | Coupes nationales | Coupe d'Europe | Islande  |
| --------- | -------------------- | ----------------------- | ------------------ | ----------------- | -------------- | -------- |
| 2010-2011 | Liverpool FC         | Premier League          | -                  | -                 | -              | -        |
| 2010-2011 | Dagenham & Redbridge | League One              | 2 matchs           | 1 match           | -              | -        |
| 2010-2011 | Hibernian            | Scottish Premier League | 16 matchs / 1 but  | -                 | -              | -        |
| 2011-2012 | Hibernian            | Scottish Premier League | 15 matchs          | 3 matchs          | -              | -        |
| 2012      | New York Red Bulls   | MLS                     | 16 matchs          | 1 match           | -              | -        |
| 2012-2013 | NEC Nimègue          | Eredivisie              | 27 matchs / 2 buts | 1 match           | -              | -        |
| 2013-2014 | NEC Nimègue          | Eredivisie              | 25 matchs / 2 buts | 2 match           | -              | 1 match  |
| 2014      | Helsingborgs IF      | Allsvenskan             | 12 matchs / 2 buts | -                 | -              | -        |
| 2015      | Helsingborgs IF      | Allsvenskan             | 21 matchs / 1 but  | 5 matchs / 1 but  | -              | 3 matchs |
| 2015-2016 | Esbjerg fB           | SAS Ligaen              | 5 matchs / 1 but   | 1 match           | -              | -        |
| 2016-2017 | Esbjerg fB           | SAS Ligaen              | 25 matchs / 2 buts | 2 matchs          | -              | 2 matchs |

Dernière mise à jour le 28/02/2017

## Palmarès
| Schalke 04 (1)                        |
| ------------------------------------- |
| - 2. Bundesliga (1) - Champion : 2022 |